# 리 그린우드
리 그린우드(Lee Greenwood, 1942년 10월 27일 ~ )는 미국의 남성 컨트리 가수, 기타리스트, 색소포니스트, 작사가, 작곡가, 영화 배우이다.
그의 대표곡은 〈God Bless the U.S.A.〉(1984)이다. 이 노래는 미국 공화당 대선 후보의 캠페인 곡으로 자주 쓰였는데, 로널드 레이건(1984년 대선)·조지 H. W. 부시(1988년 대선)·도널드 트럼프(2016·2020·2024년 대선) 등이 썼다.
대한민국에서는 드라마 《애인》(1996)의 삽입곡이었던 Carry & Ron의 〈I.O.U.〉의 원곡을 부른 가수로 알려져 있다.

## 생애
멜빈 리 그린우드(Melvin Lee Greenwood)는 미국 캘리포니아주 로스앤젤레스에서 태어났다. 미국 캘리포니아주 새크라멘토에서 잠시 유아기를 보낸 적이 있다.
1962년 가수 첫 데뷔를 하였다.
2024년 뮤지컬 영화 《A Nashville Wish》에 배우로 출연했다.

## 미국연방예술위원
그린우드는 미국 공화당 당원이다. 2008년 9월 조지 W. 부시 당시 대통령은 그린우드를 6년 임기의 미국연방예술위원회 위원으로 추천하였고, 같은 해 10월 상원이 이를 승인하였다. 2015년 배럭 오바마 당시 대통령은 그린우드의 후임으로 에스페란사 스폴딩을 추천했지만 상원의 동의를 얻지 못했고 결국 그린우드는 유임되었다. 2021년 6월 조 바이든 당시 대통령은 카밀라 포브스를 그린우드의 후임으로 추천하였고 상원은 2022년 2월 이를 승인했다.